# Ignacio Velázquez
Ignacio Velázquez Rivera (Ceuta, 1953) es un médico y político español. Fue presidente del Partido Popular en Melilla y alcalde y posteriormente presidente de la ciudad autónoma de Melilla entre 1991 y 1998. En 2011 fundo  el partido Populares en Libertad del cual fue presidente.

## Causas penales
El 24 de diciembre de 1999 fue condenado a seis años de inhabilitación para cargo público acusado de malversación de fondos públicos y de prevaricación por haber convocado en 1992 un pleno por la noche para impedir que prosperara una moción de censura en su contra. Este período de apartamiento forzoso de la administración pública se prolongó hasta los 15 años tras ser condenado por otro delito de prevaricación al neutralizar ilegalmente otra moción de censura en 1997 y ser rechazado en 2013 su recurso. En febrero de 2017 terminó su inhabilitación.

## Curiosidades
Su hija, Paz Velázquez fue vicepresidenta segunda y consejera de la presidencia de Melilla, después de que el Partido Populares en Libertad alcanzara un pacto con el Partido Popular tras las elecciones a la Asamblea de Melilla de 2015.